# آلان كالما
آلان كالما (من مواليد 31 أغسطس 1940) متزلج وجراح وسياسي فرنسي حصل على الميدالية الفضية الأولمبية لعام 1964 ، وبطل العالم لعام 1965 ، وبطل أوروبا 1962-1964 ، والبطل الوطني الفرنسي 1958 و 1962-1965.